# Strupeni bradavičar
Strupeni bradavičar ali gilska pošast (znanstveno ime Heloderma suspectum) je strupeni kuščar, ki prebiva na jugozahodu ZDA in severozahodu Mehike. Je edini strupeni kuščar, ki je avtohton v ZDA, ter eden od dveh znanih vrst strupenih kuščarjev v Severni Ameriki (drugi je H. horridum). Kljub strupenosti predstavlja zaradi svoje počasne narave majhno nevarnost za ljudi. Skozi zgodovino je pridobil sloves pošasti, zaradi česar je včasih žrtev pohodnikov in domačinov, čeprav ima status zavarovane živalske vrste v Arizoni in Nevadi.

## Etimologija
Ime Gila se nanaša na porečje reke Gila v Arizoni, kjer so nekdaj bili številni. Heloderma pomeni posuta koža, in je sestavljena iz starogrških besed Helos (starogrško ηλος), glava žebljička ali gumba, ter derma (starogrško δερμα), koža. Vrstno ime Suspectum je določil opisovalec kuščarja, paleontolog Edward Drinker Cope, ki je domneval, da je kuščar strupen zaradi utorov v zobeh.

## Življenjski prostor in navade
Bradavičar prebiva na območju jugozahoda ZDA, ki zajema zvezne države Arizona, Nevada, Utah, Nova Mehika in dele Kalifornije, ter na severovzhodu Mehike, v zvezni državi Sonora. Naseljujejo grmičevja, puščave s sukulenti in hrastove gozdove, kjer iščejo zavetje v brlogih, goščavah in pod kamni, kjer je prisotna vlaga. Radi imajo vodo, zato se pogosto potopijo v mlakuže po poletnem dežju. Izogibajo se ravnic in kmetijskih površin.
Domnevano je, da preživi bradavičar 95 % vsega časa pod zemljo v brlogih sesalcev ali pod kamni. Dejaven je zjutraj v suhih obdobjih (pomlad in zgodnje poletje); v poznem poletju se dejaven v toplih nočeh ali po nevihti. Na kopnem vzdržuje telesno temperaturo okoli 30 °C. Je počasen, vendar ima v primerjavi z drugimi kuščarji visoko vzdržljivost in visoko maksimalno aerobno kapaciteto (VO2 max).

### Prehrana
V glavnem se prehranjuje s ptičjimi in plazilčjimi jajci, občasno pa tudi z manjšimi pticami, sesalci, žabami, kuščarji, žuželkami in truplimi živali. Prehranjuje se nestalno, tj. od 5 do 10-krat na leto v divjini, vendar lahko poje tudi do tretjine mase svojega telesa. Za odkrivanje plena uporablja izjemno natančen voh, ki je prilagojen predvsem za iskanje jajc. Z njegovo pomočjo lahko odkrije in izkoplje kurja jajca, ki so zakopana do 15 cm pod zemljo in lahko natančno sledi črti, po kateri se je kotalilo jajce.
Plen lahko zdrobi do smrti, če je živ ali velik, in ga požre tako, da gre skozi usta najprej glava plena, pomaga pa si tudi s krčenji mišič in zvijanja vratu. Takoj po zaužitju nadaljuje z iskanjem plena, kar je v evolucijskem pomenu povezano z nahajanji jajc in mladičev na kupu. V iskanju jajc lahko spleza na drevo in kaktus.

## Razmnoževanje in življenjski krog
Bradavičar se zbudi iz hibernacije v januarju ali februarju, pariti pa se začne v maju in juniju. Samec začne iskati samice preko vonja. V primeru, da samica zavrne samca, ga ugrizne in se odplazi stran. Ob uspešnem pristopu traja parjenje od 15 minut do 2 uri in pol. Samica izleže od dveh do 12 jajc (v povprečju pet) v juliju ali avgustu in jih zakoplje 12–13 cm globoko pod zemljo. Proces inkubacije traja okoli 9 mesecev, torej se mladiči izvalijo v obdobju od aprila do junija. Mladiči so dolgi okoli 16 cm in imajo že strupeni ugriz. Po izleženju jajc preživi kuščar manj časa na kopnem, da se izogne najbolj vročih obdobij v poletju. V stanje hibernacije preidejo okoli novembra.
O socialnih odnosih je malo znanega, opaženo pa je bilo, da se za pogostejša parjenja samci pogostejo spopadejo med seboj. Za tovrstne boje je potrebna velika poraba kisika, s čimer se lahko razloži njihovo visoko maksimalno aerobno kapaciteto v primerjavi z drugimi kuščarji. V divjini doživijo do 20 let, v ujetništvu pa tudi do 30 let.

## Strupenost
»Nikoli nisem bil poklican zaradi ugriza strupenega bradavičarja in tudi nočem biti. Mislim, da bi človek, ki je dovolj neumen, da dopusti ugriz, moral umreti. Bitje je tako počasno, da mora žrtev pravzaprav pomagati kuščarju, da lahko ugrizne.«

Dr. Ward, Arizona Graphic, 23. september 1899
Strupeni izloček se nahaja v spremenjenih žlezah slinavkah v spodnji čeljusti, za razliko od kač, pri katerih se toksin nahaja v zgornji čeljusti. Bradavičar nima posebnih mišic, s katerimi bi lahko namerno iztisnil toksine iz mešičkov, zato ga iztisne s pomočjo zvečenja pri ugrizu v plen. Preko učinkov kapilarnosti preide toksin iz zob v tkivo plena. Zobje so rahlo utrjeni v dlesni, zato lahko kuščar zlahka odlomi več zob, ki mu nato skozi čas znova zrastejo. Med grizenjem se bradavičar vrže na plen, kar naj bi olajšalo iztekanje toksinov v plen. Glede na to, da predstavljajo večino njegove hrane jajca, manjše živali in drugi »brezpomočen« plen, je domnevano, da se je strupenost razvila v obrambne namene in ne za plenjenje, kar bi pojasnilo tudi opozorilne barvne vzorce na koži (aposematizem).
Čeprav je nevrotoksin bradavičarja po moči primerljiv s toksinom koralne kače, ga kuščar izloča v majhnih količinah. Iz strupenega izločka je bilo izoliranih še več kot ducat različnih peptidov in beljakovin, med drugim hialuronidaza, serotonin, fosfolipaza A2 ter več kalikreinu-podobnih glikoproteinov, ki so odgovorni za nastanek bolečine in otekline. Potencialno smrtonosna toksina sta helotermin, ki pri podganah povzroča letargijo, delno ohromelost udov in podhladitev (hipotermijo), ter toksin horridum, ki povzroča krvavitve notranjih organov in eksoftalmus (nenormalni pomik očesa navzven iz jamice, izbuljenost oči). Ostali bioaktivni peptidi, kot so helodermin, helospektin, eksendin-3 in eksendin-4, imajo druge funkcije; večina teh je podobnih vazoaktivnemu intestinalnemu peptidu (VIP), ki sprosti gladke mišice in uravnava izločanje vode ter elektrolitov v črevesu. Omenjeni peptidi so se sposobni vezati na različne receptorje za VIP v različnih tkivih.

### Diagnoza in zdravljenje
Ugriz za odraslega človeka navadno ni smrten; po letu 1939 ni bilo potrjenih smrtnih žrtev, v letih pred tem pa je večina ljudi umrla zaradi laičnih neustreznih načinov zdravljenja. Ugriz kuščarja je hiter, za žrtev pa se z zobmi drži vztrajno, kar samo po sebi že povzroča bolečino. Za osvoboditev iz prijema pomaga, če se kuščarja postavi na tla. Simptomi ugriza so v glavnem huda bolečina in oteklina (edem), redkeje se pojavijo sistemski učinki, ki se kažejo s slabostjo, občutki mravljinčenja, zbadanja ali žganja (parestezijami), znojenjem in močnim zvišanjem krvnega tlaka (hipertenzijo, ki se razreši po nekaj urah.
Prva pomoč zajema odstranitev kuščarja, zatem pa se mora rano očistiti in odstraniti vse odlomljene zobe, če je le mogoče. V bolnišnici se mora preveriti status cepljenja proti tetanusu, v primeru okužbe pa se mora predpisati antibiotike. Ob sumu na zlom kosti se mora opraviti slikovne preiskave.

### Aplikativne raziskave
Raziskave so pokazale, da helodermin, eden od bioaktivnih peptidov, zavira rast pljučnega raka.
Leta 2005 je ameriška FDA dovolila promet zdravila eksenatid (trgovsko ime Byetta®) za zdravljenje sladkorne bolezni tipa 2. Je sintetična različica eksendina-4. V času triletne uporabe zdravila se je pri bolniki s sladkorno boleznijo stabilizirala raven glukoze ter znižala telesna teža. Omenjena beljakovina je v okoli 50 % podobna glukagonu-podobnemu peptidu 1 (GLP-1), ki ga izloča prebavni trakt, in pomaga nadzirati raven inzulina ter glukagona. Eksenatid napram GPL-1 učinkuje dosti daljše kot pa človeški hormon. Izguba telesne teže izvira iz dejstev, da zdravilo upočasnjuje praznjenje želodca in povzroči znižanje apetita.

## Ogroženost
Urbanizacija in s tem uničevanje življenjskega prostora je začela vplivati na populacijo bradavičarjev. Zaradi tega imajo v Arizoni in Nevadi status zavarovane živalske vrste; glede na zakon je nezakonito nadlegovati, poškodovati, zasledovati, loviti, ustreliti, ujeti ali zbirati strupene bradavičarje. Leta 1952 so tako postali prva strupena vrsta, ki je dobila zakonsko zaščito. Glede na IUCN spada med potencialno ogrožene vrst. Prvo zoološki vrt, ki je uspešno vzgojil bradavičarje v ujetništvu, je bil San Diego Zoo leta 1963.

## Pomen za človeka
Kljub svoji strupenosti je zaradi svoje počasne narave malo nevaren za človeka. Kljub temu je skozi zgodovino pridobil sloves strahotne pošasti, zato je včasih žrtev pohodnikov in domačinov. Med ameriškimi staroselci ima kuščar različen pomen. Apači so verjeli, da lahko sapa kuščarja ubije človeka, plemeni Tohono O'Odham in Pima pa sta verjeli, da ima kuščar duhovno moč, ki lahko povzroči slabost. V nasprotju s tem sta plemeni Seri in Yaqui verjeli, da ima kuščarjeva koža zdravilne lastnosti. Gleden na to, da prebiva v vročih in suhih krajih, je simbol strupenega bradavičarja označeval puščavo (drug pogost simbol za to je sicer bil kaktus). Zaradi svoje zloglasnosti je bila gigantska različica kuščarja glavna pošast v ameriškem filmu The Giant Gila Monster. Obstaja tudi mit, po katerem bradavičarji naj ne bi imeli zadnjične odprtine (anusa), zaradi česar izločajo odpadne snovi skozi usta, kar je vir njihove strupenosti in smrdljivega zadaha. Vsi miti glede strupenosti zadaha, pljuvanja strupenega izločka ali skakanja v višino med napadom so seveda napačni.